# Katumuksen sakramentti
Katumuksen sakramentti – singel fińskiego rapera Juno z gościnnym udziałem LEO wydany 2 marca 2018 roku przez Sony Music Entertainment Finland. Singel został odnotowany na czternastym miejscu fińskiej listy przebojów.

## Tekst
„Katumuksen sakramentti” jest pamiętnikiem, w którym Juno opowiada o trudnościach, których ludzie doznają w życiu.

## Lista utworów
- Digital download (2 marca 2018)[2]

1. „Katumuksen sakramentti” – 3:34

## Wydanie
Singel został wydany 2 marca 2018 roku przez Sony Music Entertainment Finland, a 9 marca utwór został opublikowany.

## Pozycje na listach
| Państwo   | Lista (2018)   | Najwyższa pozycja |
| --------- | -------------- | ----------------- |
| Finlandia | Top 20 Singles | 14                |